# Леркендал (стадион)
«Леркендал» (норв. Lerkendal) — футбольный стадион в Тронхейме, Норвегия. Второй по величине стадион Норвегии (после Уллевола). Домашняя арена клуба Русенборг. Рекорд посещаемости, 28 569 зрителей, был зафиксирован в октябре 1985 года, в матче последнего тура чемпионата Норвегии против «Лиллестрёма», в котором «Русенборг» стал чемпионом. Подвергался реконструкции в 1949, 1961—1963, 1968, 1996, 2000—2002 гг. Неоднократно принимал матчи сборной Норвегии.
Суперкубок УЕФА 2016 прошел на этом стадионе.